# Bud's Recruit
Bud's Recruit er en amerikansk stumfilm fra 1918 af King Vidor.

## Medvirkende
- Wallace Brennan som Bud Gilbert
- Robert Gordon som Reggie Gilbert
- Ruth Hampton som Edith
- Thomas Bellamy
- Ernest Butterworth Jr.